# Dysmachus transcaucasicus
Dysmachus transcaucasicus là một loài ruồi trong họ Asilidae. Dysmachus transcaucasicus được Richter miêu tả năm 1962. Loài này phân bố ở vùng Cổ Bắc giới.